# 福聯面料科技控股
福聯面料科技控股有限公司，簡稱福聯面料科技控股（英語：Foreland Fabrictech Holdings Limited，SGX：B0I），在1988年由蔡建設（主席）創立在福建晉江东石镇第2加工区。
主要業務在中國內地經營布料生产和销售，以及布料加工服務，而股份在2007年4月26日於新加坡交易所主板上市，發行股份為115,300,000股，招股價為0.21新加坡元，集資額為24,210,000新加坡元。

## 連結
- FulianKnitting.com